# Sparta Waasmunster
K Sparta Waasmunster is een Belgische voetbalclub uit Waasmunster. De club is bij de KBVB aangesloten met stamnummer 2637 en heeft rood en wit als kleuren. De club heeft door zijn geschiedenis een link met het Vlaams-Brabantse Opwijk.

## Geschiedenis
K Sparta Waasmunster werd in 1938 opgericht toen de burelen van SA Manta Opwijck naar Waasmunster verhuisden. Het personeel had er met CS Opwijck een voetbalclub die bij de KBVB was aangesloten met stamnummer 2283, die toen werd opgedoekt. In Waasmunster werd een nieuwe club opgericht met dezelfde clubkleuren onder de naam Sparta Waasmunster.
De club was meteen erg succesvol en in 1946 werd de titel behaald in Tweede Gewestelijke, waardoor de jonge club naar de hoogste provinciale afdeling promoveerde. Sparta zou tien jaar in Eerste Provinciale spelen, met een zevende plaats in 1952-1953 als beste resultaat uit de clubgeschiedenis.
In 1956 degradeerde Waasmunster naar Tweede Provinciale. In 1963 werd Sparta kampioen en keerde voor één seizoen naar Eerste Provinciale terug.
De degradatie in 1964 werd gevolgd door een tweede degradatie in 1965 en de club belandde in Derde Provinciale. Toen in het seizoen 1969-1970 een vierde provinciale reeks werd gemaakt, kwam Sparta daar terecht. De club ging door een lange periode met weinig sportieve hoogtepunten waarbij tussen Vierde en Derde Provinciale werd gependeld. 
In 2005 ontsnapte Waasmunster na tien opeenvolgende seizoenen Vierde Provinciale uit deze reeks, in 2011 volgde een nieuwe promotie waardoor de club voor het eerst in decennia terug in Tweede Provinciale mocht aantreden. Daar was het erg moeilijk en na twee seizoenen knokken tegen de degradatie, bevond Sparta zich weer in Derde Provinciale vanaf 2013.
In 2016 luidde de kampioenstitel in Derde Provinciale een nieuwe sportieve opleving in voor de club, twee jaar later werd immers ook in deze reeks de titel gepakt en Sparta keerde na 53 jaar terug naar Eerste Provinciale.
Een erg moeilijk seizoen volgde en de club moest in 2019 meteen terug naar Tweede Provinciale.
In 2017 bracht Sparta Waasmunster ook een B-elftal tussen de lijnen in de provinciale competities, deze ploeg eindigde in zijn eerste drie seizoenen telkens in de middenmoot in Vierde Provinciale.